# Britney Amber
Britney Amber (Banning, California; 10 de noviembre de 1986) es una actriz pornográfica y estríper estadounidense.

## Vida privada
Amber se crio en Banning. Fue expulsada de la escuela secundaria dos veces antes de finalmente abandonarla eventualmente. Ella obtuvo un GED y asistió a la universidad después. Trabajó como recepcionista de noche antes de comenzar su carrera en el entretenimiento para adultos.

## Carrera
En 2007, Amber comenzó a trabajar como prostituta legal en el Moonlite BunnyRanch, Nevada, después de ver la serie de televisión de HBO, Cathouse: The Series y convertirse en una fan del show.
Ella entró en la industria del cine para adultos posterior a que una actriz porno que trabajaba en el burdel le presentó a un agente. Después de sentirse insatisfecha con el agente, ella contrató a Shy Love para representarla.
Britney también recorre el país como estríper. En abril de 2008, tuvo un aumento de mamas, llevándola de un B a una copa D.
En 2012, fue elegida para el papel principal para hacer la parodia del cine para adultos Barb Wire.
El 1 de julio de 2014, Amber lanzó un programa de radio llamado The Britney Amber Show.
En 2015, participó en la parodia porno del filme Batman v Superman: Dawn of Justice, dirigida por Axel Braun, interpretando a Hiedra venenosa, por la que la nominaron en los Premios AVN a la Mejor escena de sexo oral.

## Premios y nominaciones
| Año  | Ceremonia                   | Resultado | Premio                                       | Trabajo                                     |
| ---- | --------------------------- | --------- | -------------------------------------------- | ------------------------------------------- |
| 2010 | Premios AVN                 | Nominada  | Mejor artista nuevo                          |                                             |
| 2010 | Premios XBIZ                | Nominada  | Artista nuevo del año                        |                                             |
| 2013 | Premios AVN                 | Nominada  | Actriz joven del año                         |                                             |
| 2013 | NightMoves Award            | Ganadora  | Mejor artista femenina (Elección del editor) | —                                           |
| 2013 | Sex Awards                  | Nominada  | Mejor cuerpo                                 | —                                           |
| 2013 | Spank Bang Awards           | Nominada  | Most Beautiful Seductress                    | —                                           |
| 2013 | Premios XBIZ                | Nominada  | Mejor actriz de reparto                      | Not Animal House XXX                        |
| 2013 | Premios XBIZ                | Nominada  | Mejor escena - All-Girl (con Spencer Scott)  | Not Animal House XXX                        |
| 2013 | Premios XBIZ                | Nominada  | Sitio del artista del año                    | BritneyAmberXXX.com                         |
| 2014 | Premios AVN                 | Nominada  | Actriz joven del año                         | —                                           |
| 2014 | Premios XBIZ                | Nominado  | Mejor actriz, versión parodia                | Barbwire XXX: A DreamZone Parody            |
| 2014 | Spank Bank Awards           | Nominada  | Most Beautiful Seductress                    | —                                           |
| 2014 | Spank Bank Awards           | Nominada  | Porn Goddess                                 | —                                           |
| 2015 | Premios AVN                 | Nominada  | Premio fan: Mejores pechos                   | —                                           |
| 2015 | Premios AVN                 | Nominada  | Mejor escena de sexo grupal                  | Orgy Initiation of Lola                     |
| 2015 | Nightmoves                  | Nominada  | Most Beautiful Seductress                    | —                                           |
| 2015 | Nightmoves                  | Nominada  | Porn Goddess                                 | —                                           |
| 2015 | Nightmoves Fan Awards       | Nominada  | Mejor actriz femenina                        | —                                           |
| 2015 | Nightmoves Fan Awards       | Ganadora  | Mejores pechos                               | —                                           |
| 2015 | Spank Bank Awards           | Nominada  | Boobalicious Babe of the Year                | —                                           |
| 2016 | Premios AVN                 | Nominada  | Premio fan: Mejores pechos                   | —                                           |
| 2016 | Premios AVN                 | Nominada  | Premio fan: Mejor celebrity web              | Orgy Initiation of Lola                     |
| 2016 | Premios AVN                 | Nominada  | Mejor escena de sexo oral                    | Batman v Superman XXX: An Axel Braun Parody |
| 2016 | Spank Bank Awards           | Nominada  | Best Body Built For Sin                      | —                                           |
| 2016 | Spank Bank Awards           | Nominada  | Hardest Working Ho in Ho Biz                 | —                                           |
| 2016 | Spank Bank Awards           | Nominada  | DP Diva of the Year                          | —                                           |
| 2016 | Spank Bank Awards           | Nominada  | Boobalicious Babe of the Year                | —                                           |
| 2016 | Spank Bank Awards           | Nominada  | Life Sized Human Hand Puppet (Best Fistee)   | —                                           |
| 2016 | Spank Bank Awards           | Nominada  | Ravishing Redhead of the Year                | —                                           |
| 2016 | Spank Bank Awards           | Nominada  | Sexiest Painted Lady                         | —                                           |
| 2016 | Spank Bank Technical Awards | Ganadora  | Making Camoflage Sexy                        | —                                           |
| 2016 | Spank Bank Technical Awards | Ganadora  | The Green Arrow's Favorite Archer            | —                                           |
| 2017 | Premios AVN                 | Nominada  | Mejor actriz de reparto                      | The Donald                                  |
| 2017 | Premios AVN                 | Nominada  | Mejor escena de sexo en grupo                | Ginger Orgy                                 |